# والت دوهرن
والت دوهرن (بالإنجليزية: Walt Dohrn)‏ مواليد 5 ديسمبر 1970 في الولايات المتحدة، هو ممثل ومخرج وكاتب سيناريو أمريكي بدأ مسيرته الفنية سنة 1997. درس في معهد كاليفورنيا للفنون.

## الأعمال

### أفلام
| السنة | العمل                            | الدور |
| ----- | -------------------------------- | ----- |
| 2004  | شريك 2                           |       |
| 2004  | إشاعة القرش                      |       |
| 2005  | مدغشقر                           |       |
| 2007  | شريك الثالث                      |       |
| 2010  | شريك 4                           |       |
| 2012  | القط ذو الأحذية: الشياطين الثلاث |       |
| 2012  | نهوض الحراس                      |       |
| 2014  | السيد بيبودي وشيرمان             |       |
| 2014  | بطاريق مدغشقر                    |       |
| 2016  | ترولز                            |       |
| 2017  | الطفل الرئيس                     |       |
| 2020  | ترولز                            |       |

### مسلسلات
- سبونج بوب سكوير بانتس (2000)
- مختبر دكستر (2001)
- شريكليس المخيف (2010)

## روابط خارجية
- والت دوهرن على موقع IMDb (الإنجليزية)
- والت دوهرن على موقع ألو سيني (الفرنسية)
- والت دوهرن على موقع ميوزك برينز (الإنجليزية)
- والت دوهرن على موقع أول موفي (الإنجليزية)
- والت دوهرن على موقع قاعدة بيانات الأفلام السويدية (السويدية)
- والت دوهرن على موقع ديسكوغز (الإنجليزية)
- والت دوهرن على موقع قاعدة بيانات الفيلم (الإنجليزية)
- والت دوهرن على موقع كينوبويسك (الروسية)